# ルエリア・カルタケア

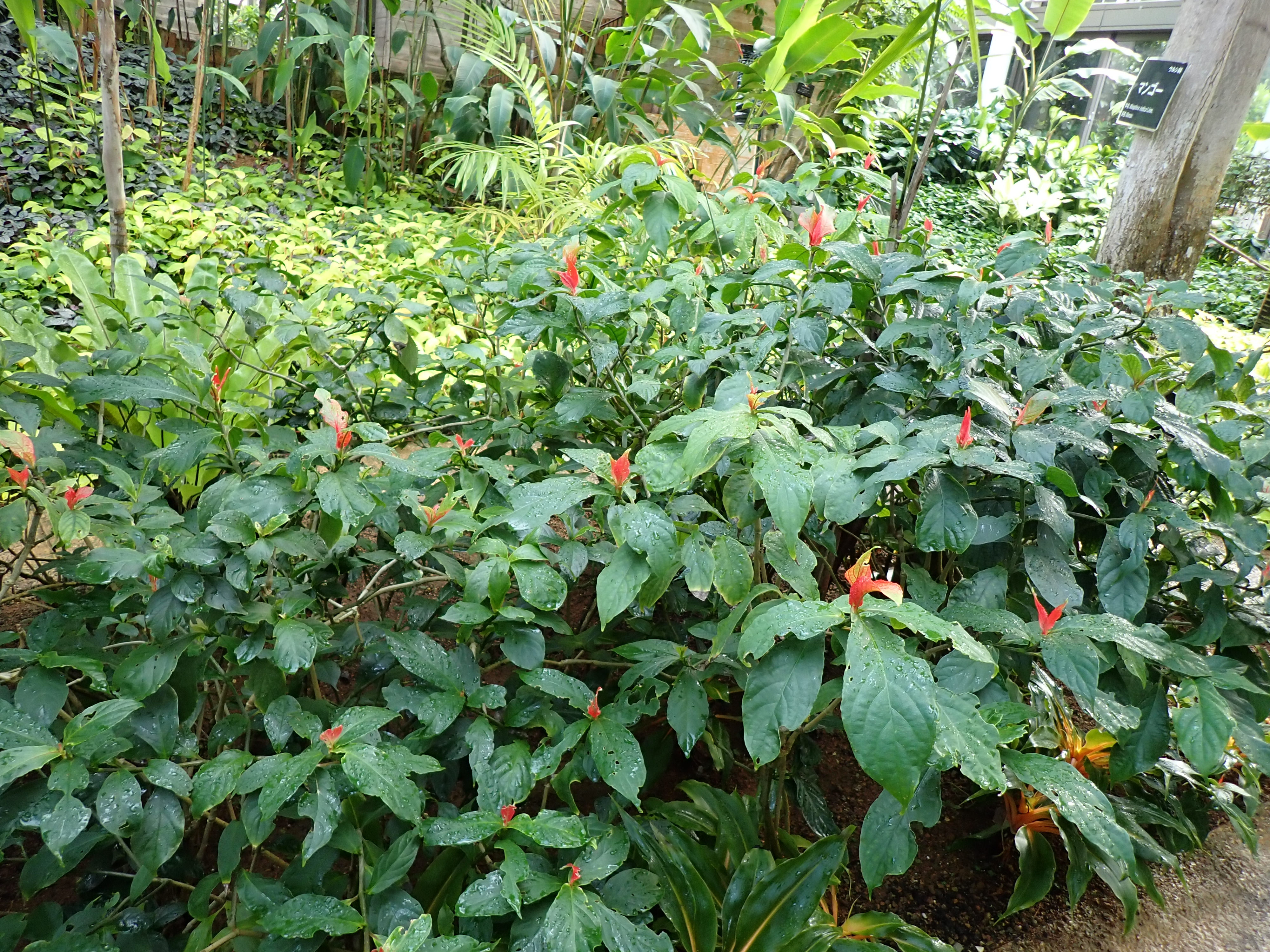
開花前から色づく花苞（2025年1月 沖縄県本部町 熱帯ドリームセンター）

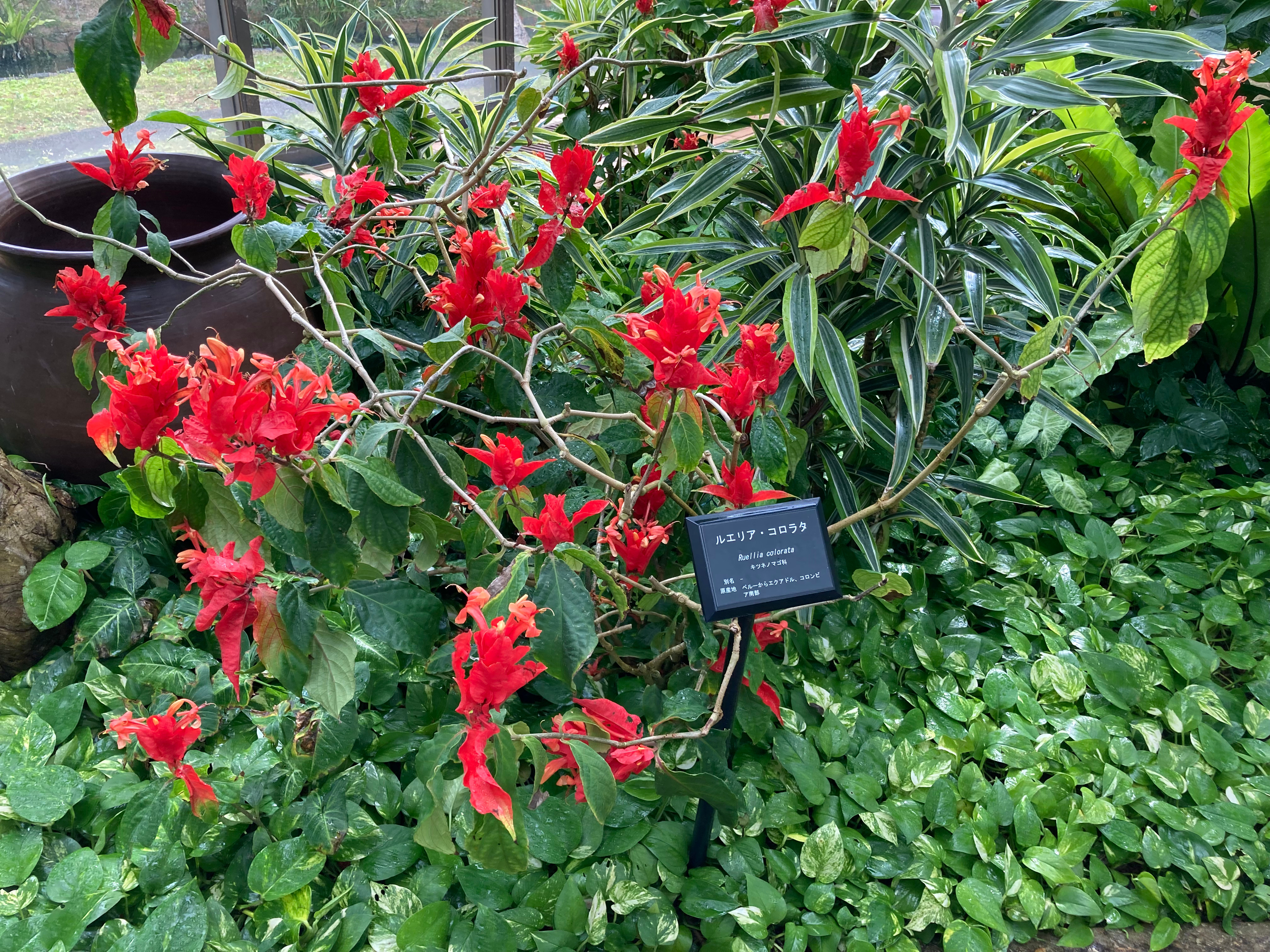
開花（2024年3月 沖縄県本部町 熱帯ドリームセンター）

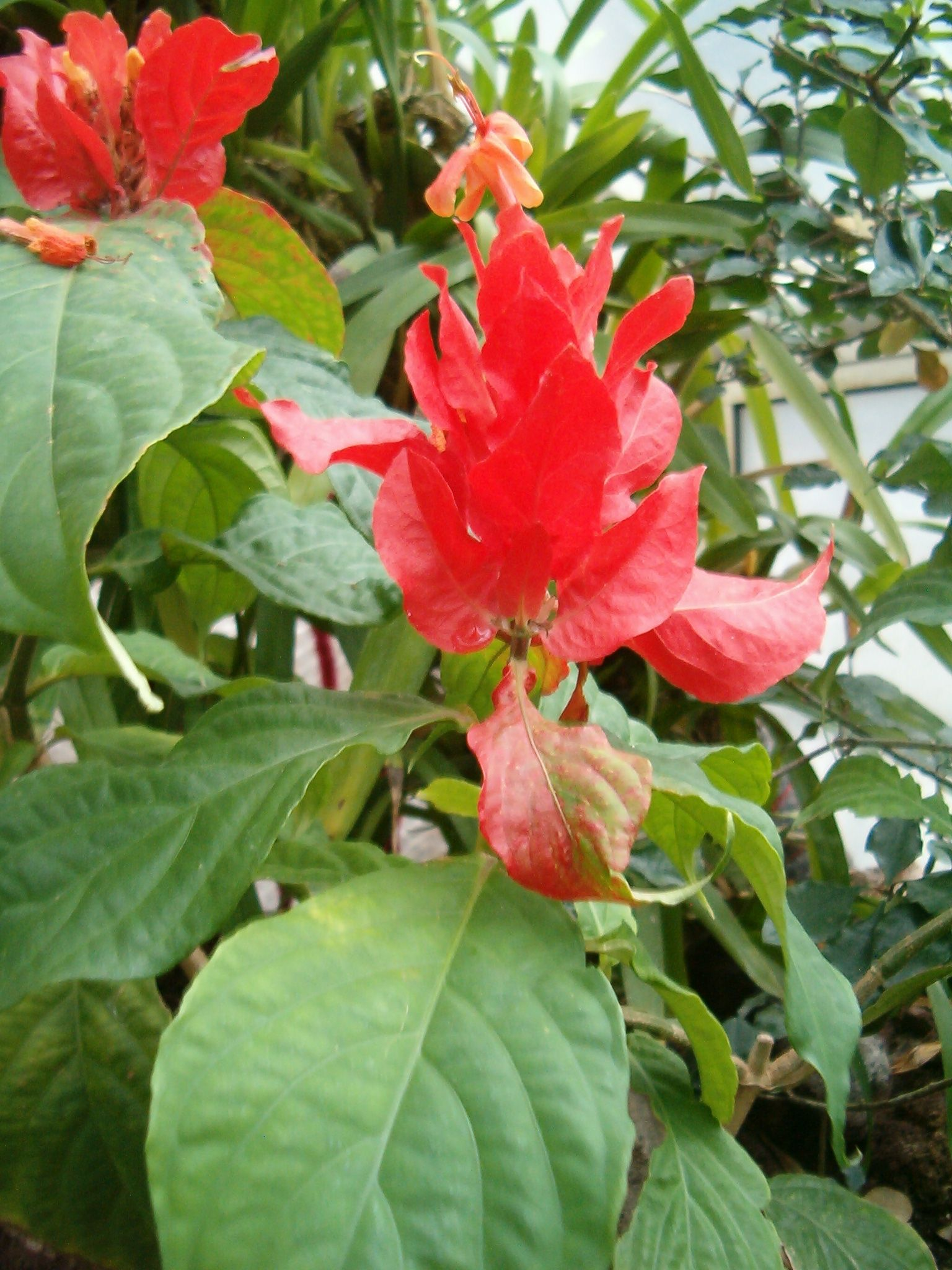
撮影場所：Botanical Gardens Berlin Dahlem
（Wikimedia Commonsより）

ルエリア・カルタケア（別名　カエンバナ、ルエリア・コロラタ、学名：Ruellia chartacea）はキツネノマゴ科ルイラソウ属の低木状多年草。
別名のカエンバナは赤い花苞が炎のように見えることに由来するが、これはヒガンバナに付けられた別名の一つでもある。また、ルエリア・コロラタ（R. colorata）の名で記されることも多いが、この学名は現在、R. chartaceaのシノニムとされることから、本項における名称はR. chartaceaのローマ字読みで記す。

## 特徴
葉は長楕円形。赤い花苞を伴う橙色の花を枝先につける。花は径3 cmほど、筒状で細長く、先端は5裂し、各裂片はねじれる。雄しべと雌しべは花筒から出る。

## 分布と生育環境
ペルー、エクアドル、コロンビア原産。